# Янн Бонато
Янн Бонато (фр. Yann Bonato, 24 березня 1972) — французький баскетболіст.
Срібний призер Олімпійських Ігор 2000 року.